# Enrique de Borja y Aragón
Enrique de Borja y Aragón (Gandía, 19 de diciembre de 1518 - Viterbo, 16 de septiembre de 1540) fue un obispo y cardenal de la Iglesia católica español.

## Biografía
«De turbia, aunque ilustrísima, ascendencia», fue hijo del III duque de Gandía Juan de Borja y Enríquez, que era nieto del papa Alejandro VI, y de su primera mujer Juana de Aragón y Gurrea, que era hija del arzobispo de Zaragoza Alonso de Aragón y por tanto nieta del rey Fernando el Católico.  Su hermano Francisco fue general de los jesuitas (canonizado en 1671), su otro hermano Alfonso fue abad de Santa María de la Valldigna, y otras tres hermanas suyas fueron monjas clarisas.  
Por el segundo matrimonio de su padre con Francisca de Castro de So era medio hermano de Rodrigo Luis, que fue creado cardenal en 1536, y de Pedro Luis, entre otra numerosa prole.
Siendo niño profesó en la orden de Montesa y fue candidato al cargo de gran Maestre, lo que no consiguió, quedando como comendador mayor de Cuevas de Vinromá.  Tras la muerte en 1537 de Rodrigo Luis fue encaminado a la carrera eclesiástica, y con el favor del papa Paulo III, que como miembro de la familia Farnese era cercano a los Borgia, en 1539 se le concedió la administración apostólica de la diócesis de Squillace (en Italia) y fue creado cardenal diácono en el consistorio de diciembre de 1539; en mayo del año siguiente recibió el capelo y el título de SS Nereo y Aquileo. 
Murió cuatro meses después en Viterbo con 22 años de edad de un violenti et incognito morbo.  Fue sepultado en la sacristía de la basílica vaticana, desde donde a mediados del siglo XVI sus restos fueron trasladados a la Iglesia de Santa María de Montserrat de los Españoles.